# Catedral de San Muiredach (Ballina)
La Catedral de San Muiredach o simplemente Catedral de Ballina (en inglés: St Muredach's Cathedral) es la iglesia catedral de la diócesis de Killala en Irlanda. Se encuentra en la orilla del río Moy en Ballina, Condado de Mayo. La catedral fue construida en 1834, en un estilo gótico victoriano. También es la iglesia parroquial de la parroquia de Kilmoremoy y el templo principal de la Diócesis de Killala.
La construcción comenzó en 1827. La piedra fue extraída a nivel local y el techo se completató antes de la Gran Hambruna de 1845. La torre fue terminada en 1855 y hacia 1875 se había instalado el órgano.